# Rae Allen
Rae Allen (Brooklyn, 1926. június 2. – Los Angeles, 2022. április 6.) Tony-díjas amerikai színésznő.

## Élete
A Greenwich Village-i HB Stúdióban tanult.
1971-ben Tony-díjat mint legjobb mellékszereplő a And Miss Reardon Drinks a Little címü vígjátékban nyújtott alakításáért.

## Fontosabb filmjei

### Mozifilmek
- Damn Yankees (1958)
- The Tiger Makes Out (1967)
- Where's Poppa? (1970)
- Taking Off (1971)
- Moving (1988)
- Balfácán akcióban (Far Out Man) (1990)
- Micsoda csapat! (A League of Their Own) (1992)
- Calendar Girl (1993)
- Angie (1994)
- Csillagkapu (Stargate) (1994)
- The 4th Tenor (2002)
- Love for Rent (2005)
- The Hard Easy (2006)
- Üres város (Reign Over Me) (2007)

### TV-filmek
- The Untouchables (1962)
- All in the Family (1972–1973)
- Soap (1980)
- The Greatest American Hero (1982)
- Remington Steele (1982)
- Lou Grant (1982)
- Seinfeld (1992)
- Head of the Class (1994)
- Maffiózók (The Sopranos) (2004)
- Joan of Arcadia (2004)
- NYPD Blue (2004)
- A Grace klinika (Greys Anatomy) (2006)
- Vampire Mob  (2011)

## Fordítás
- Ez a szócikk részben vagy egészben a Rae Allen című angol Wikipédia-szócikk fordításán alapul.  Az eredeti cikk szerkesztőit annak laptörténete sorolja fel. Ez a jelzés csupán a megfogalmazás eredetét és a szerzői jogokat jelzi, nem szolgál a cikkben szereplő információk forrásmegjelöléseként.